# Spilve
Spilve – jeden z mikrorejonów Rygi – stolicy Łotwy – położony w dystrykcie Kurzeme. Według danych na rok 2021 Spilve zamieszkiwało 79 osób, a gęstość zaludnienia wyniosła 8,31 os./km². Na terenie mikroregionu funkcjonuje Port lotniczy Spilve.

## Geografia
Całkowita powierzchnia Spilve wynosi 9,5 km², czyli prawie 2 razy więcej niż wynosi średnia powierzchnia wszystkich mikroregionów Rygi. Graniczy z Iļģuciems, Imanta, Ķīpsala oraz Kleisti.

## Galeria

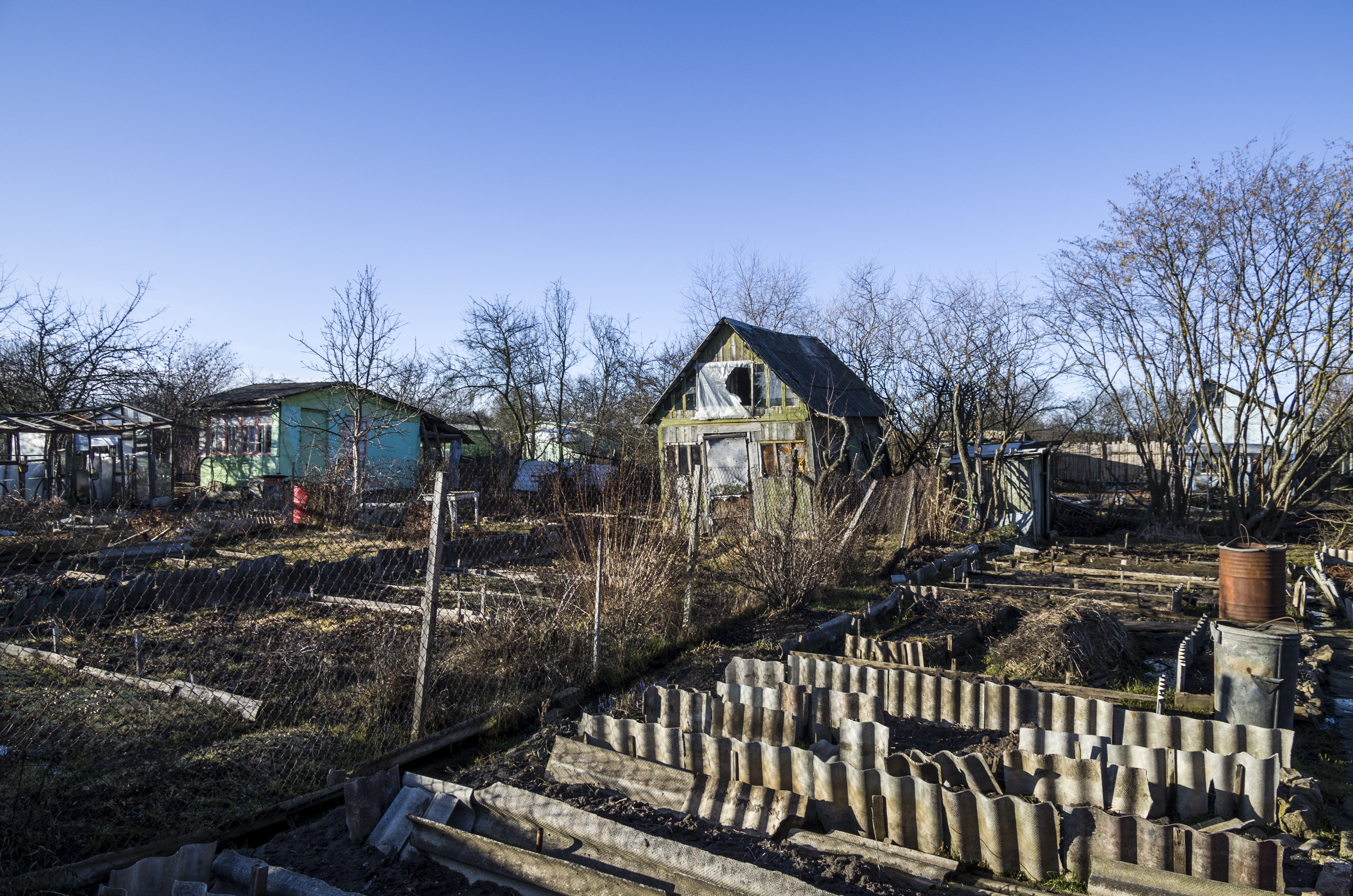
Zabudowa w Spilve
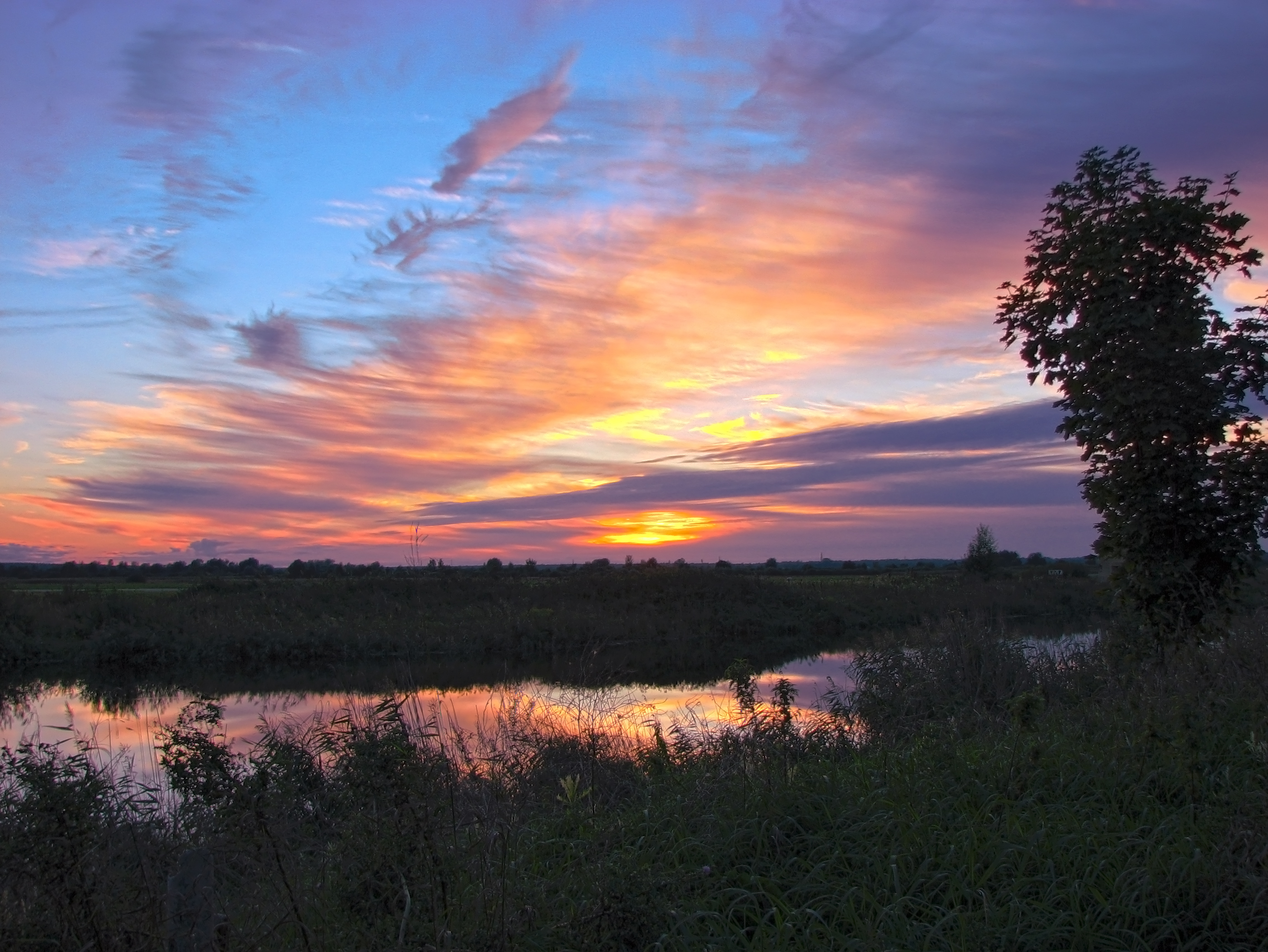
Zdjęcie zachodu słońca nad mokradłami w Spilve
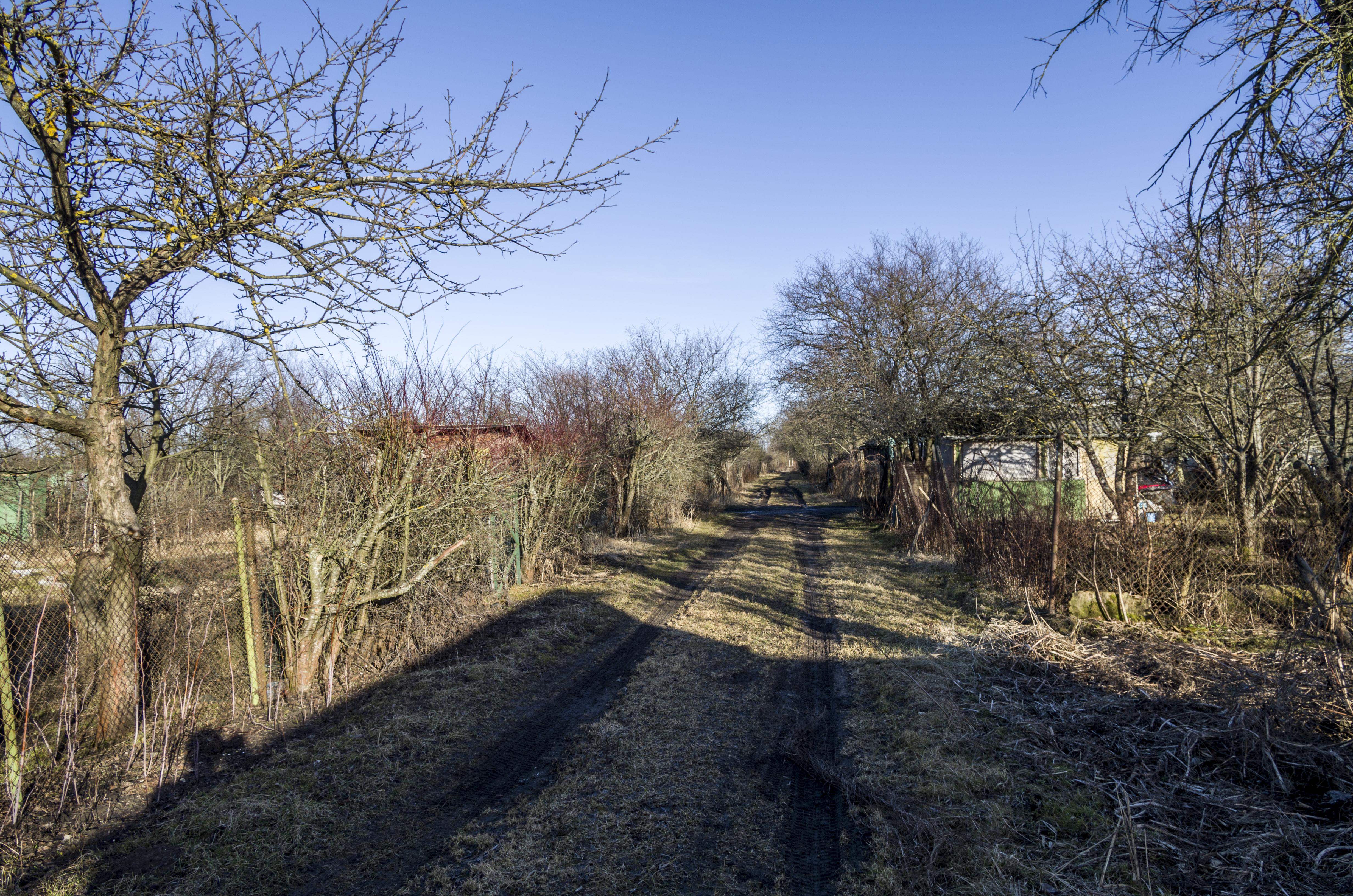
Droga w Spilve
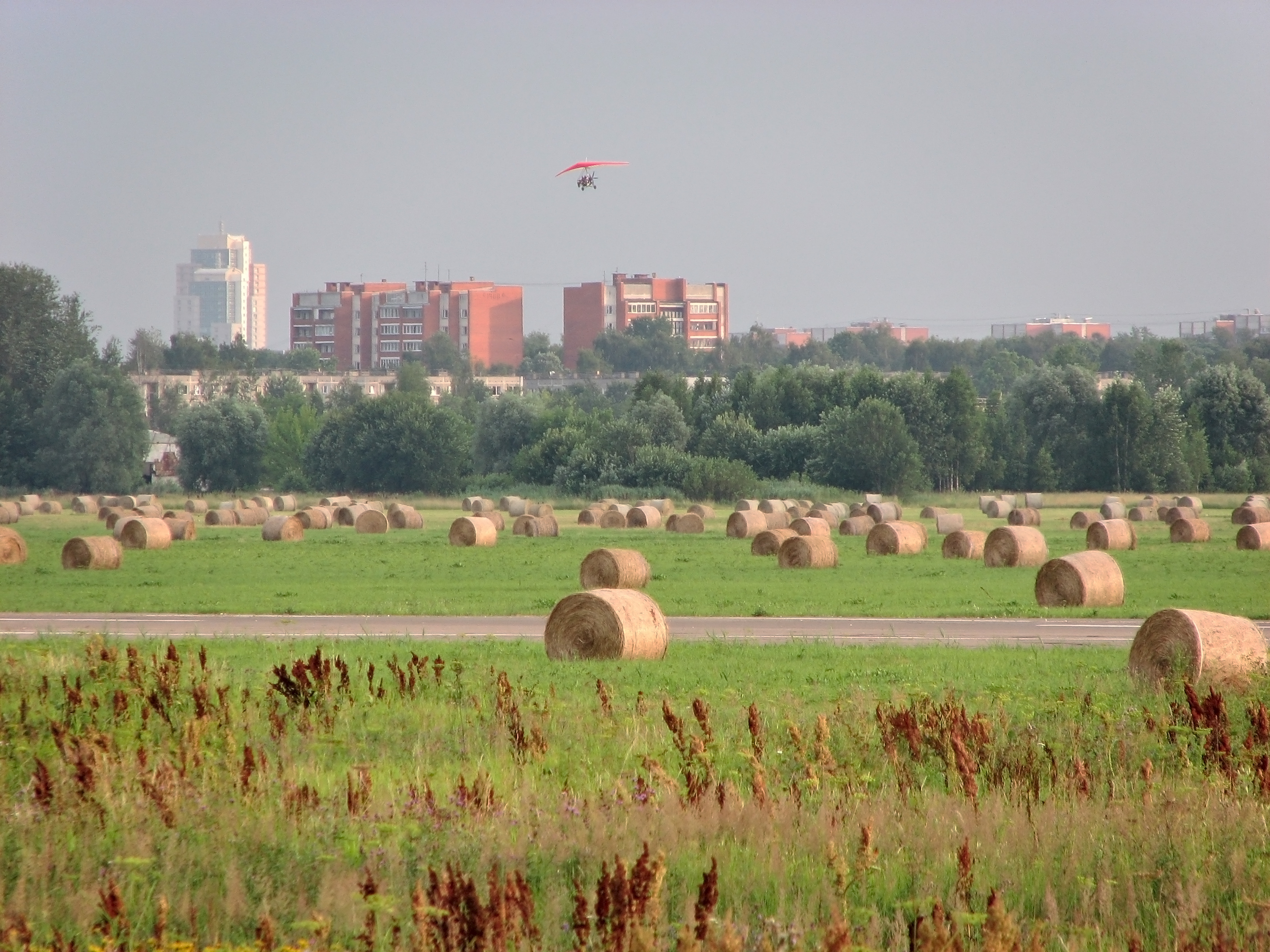
Panorama Spilve
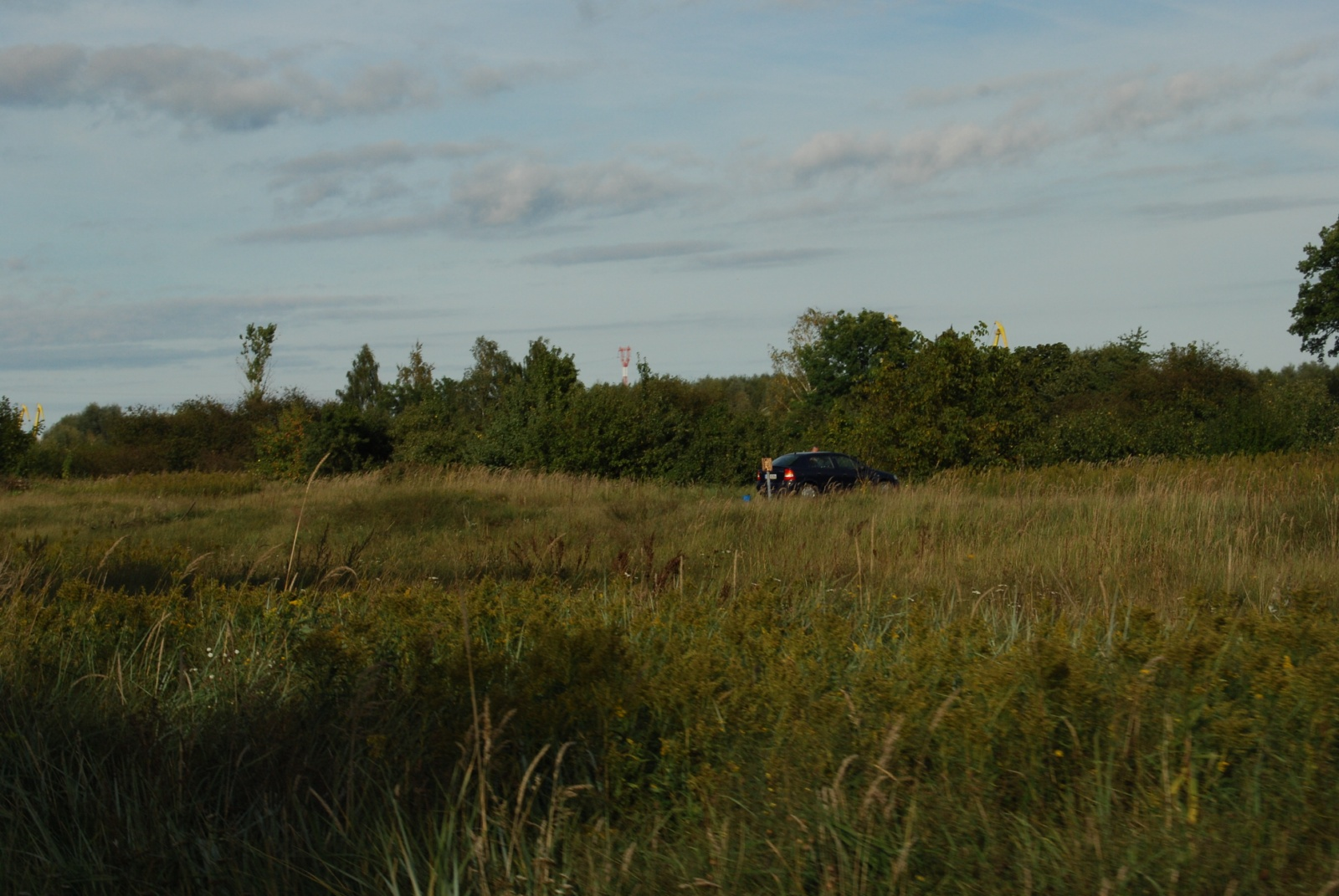
Droga w kierunku Bolderāja w Spilve